# 福島市立瀬上小学校
福島市立瀬上小学校（ふくしましりつ せのうえ しょうがっこう）は、福島県福島市にある公立小学校である。

## 概要
福島市街地北端、北信地区北東部の瀬上町を学区とし、福島県道353号国見福島線（旧国道4号）に沿う古くからの瀬上市街地に位置する。通学区域西端に位置し、学校敷地のすぐ西側からは福島市立余目小学校の通学区域である。2020年5月1日現在、19学級518名の児童が在籍する。

## 沿革
- 1873年（明治5年）- 信夫郡第二小学区瀬上小学校として創立
- 1878年（明治10年）- 福島県信夫郡第二組合学区瀬上小学校と改称
- 1884年（明治16年）- 福島県信夫郡第三番学区瀬上小学校と改称
- 1888年（明治20年）- 福島県岩代国信夫郡第四番学区村立瀬上高等尋常簡易小学校と改称
- 1891年（明治23年）- 福島県信夫郡瀬上尋常小学校となる
- 1900年（明治32年）- 福島県信夫郡瀬上尋常高等小学校となる
- 1902年（明治34年）- 現在地に校舎改築
- 1905年（明治37年）- 瀬上町実業補習学校（実業補習学校）を併設する
- 1925年（大正14年）-  校旗を制定する
- 1941年（昭和16年）4月1日 - 国民学校令により福島県信夫郡瀬上町国民学校となる
- 1944年（昭和19年）- 校歌制定
- 1946年（昭和21年）- 学校給食開始
- 1947年（昭和22年）
  - 3月 - 信夫郡瀬上町が福島市に編入されたことにより、福島県信夫郡瀬上町国民学校から福島県福島市瀬上国民学校へ校名が変更される。
  - 4月1日 - 学校教育法施行により福島市立瀬上小学校へ校名が変更され、福島市立北信中学校が併設される。
- 1954年（昭和29年）- 校歌制定
- 1956年（昭和31年）- 校章・校旗制定
- 1965年（昭和40年）- 特殊学級開設
- 1982年（昭和57年） 2月10日 - 現在の校舎が建設される。

（学校のあゆみ）より

## 教育目標
- よく考え 進んで学ぶ子ども
- 心豊かに 助け合う子ども
- 強いからだで やりぬく子ども

## 学校行事
| - 4月 始業式 ・ 入学式 - 5月 創立記念日 - 6月 | - 7月 終業式 - 8月 始業式 - 9月 自然ふれあい活動 ・ 運動会 | - 10月 陸上競技会 - 11月 持久走記録会 - 12月 終業式 | - 1月 始業式 - 2月 なわとび記録会 - 3月 終業式 ・ 卒業式 |

（主な行事）より

## 通学区域
- 北信地区
  - 瀬上町（阿武隈川より西側）[2]
  - 宮代[2]

## 進学先中学校
- 福島市立北信中学校[3]

## 学区 / 校区内の主な施設
- 国道4号
- 福島県道353号国見福島線（奥州街道）
- 阿武隈急行線福島学院前駅・瀬上駅

## 交通
- JR東日本東北本線東福島駅より徒歩15分。福島駅より福島交通路線バス藤田行乗車、瀬上本町バス停より徒歩5分。阿武隈急行福島学院前駅より徒歩10分[4]。